# Rockwell (музыкант)
Кеннеди Уильям Горди (англ. Kennedy William Gordy; род. 15 марта 1964), наиболее известный под псевдонимом Рокуэлл (англ. Rockwell) — американский поп-музыкант и певец, записывавшийся на лейбле Motown Records.

## Биография
Рокуэлл является сыном основателя и CEO лейбла Motown Берри Горди и Маргарет Нортон. Был назван в честь Джона Кеннеди и Уильяма «Смоки» Робинсона. Чтобы избежать непотизма со своей стороны, он самостоятельно заключил контракт с лейблом, при
этом не поставив в известность своего отца. Именно Motown предложил певцу взять прозвище Rockwell, на что Горди согласился.
В 1984 году Рокуэлл выпустил свой первый большой хит, сингл «Somebody's Watching Me», на котором в качестве бэк-вокалистов отметились друг детства Майкл Джексон (в частности, помимо припева, он исполнил и хоровые партии) и его брат Джермейн Джексон. «Somebody’s Watching Me» получил статус золотого и разошёлся тиражом в миллион копий и достиг второго места в чартах США и Великобритании. Кроме того сингл попал на первое место в Billboard’s R&B chart и провёл там более пяти недель. Следующие синглы, однако, были менее удачными, и только сингл «Obscene Phone Caller» попал в Top 40. Этот сингл достиг 25 позиции в Billboard Hot 100. Вскоре после этого Рокуэлл завершил свою карьеру на Motown.
2 февраля 1985 года Rockwell появился в телешоу Soul Train (14 сезон, 17 выпуск).
Рокуэлл не был первым из Семьи Горди, кто попал в Billboard’s Hot 100 в качестве музыкального исполнителя. Его дядя Роберт Горди в 1958 году достиг первых мест в чартах со своей песней «Everyone Was There», которую он записал под псевдонимом «Боб Кайли» .
Сводной сестрой Рокуэлла по отцу является актриса Ронда Росс-Кендрик — старший ребёнок Дайаны Росс. Также Rockwell тесно связан с группой LMFAO через своего сводного брата Redfoo (рус. РэдФу) (Стефан Кенди Гордон — сын Барри Горди и Нэнси Лэйвиски) и через своего племянника SkyBlu (рус. СкайБлю) (сын сводного брата Берри Горди IV и его жены Валери Робенсон).
В июле 2010 года Кеннеди женился на Николь Мур. В 2013 году он подал на развод по причине «непримиримых разногласий». Общих детей супруги не имеют. При разводе Рокуэлл попросил, чтобы им не выплачивались алименты.

## Дискография

### Студийные альбомы
| Название               | Даты релиза                                            | Позиция в чартах | Позиция в чартах | Позиция в чартах | Позиция в чартах | Сертификации  |
| Название               | Даты релиза                                            | US               | US R&B           | CAN              | UK               | Сертификации  |
| ---------------------- | ------------------------------------------------------ | ---------------- | ---------------- | ---------------- | ---------------- | ------------- |
| Somebody’s Watching Me | - Дата выпуска: 30 января 1984 - Лейбл: Motown Records | 15               | 5                | 34               | 52               | - US: Золотой |
| Captured               | - Дата выпуска: 15 января 1985 - Лейбл: Motown Records | 120              | 52               | —                | —                |               |
| The Genie              | - Дата выпуска: 1986 - Лейбл: Motown Records           | —                | 59               | —                | —                |               |
| «—» Не попал в чарты.  |                                                        |                  |                  |                  |                  |               |

### Синглы
| «Somebody's Watching Me» | 1983 | 2  | 1  | 3 | 14 | 2 | 5 | 3 | 6  | - US: Золотой | Somebody’s Watching Me |
| «Obscene Phone Caller»   | 1984 | 35 | —  | — | —  | — | — | — | 79 |               | Somebody’s Watching Me |
| «Knife»                  | 1984 | —  | —  | — | —  | — | — | — | —  |               | Somebody’s Watching Me |
| «Taxman»                 | 1984 | —  | —  | — | —  | — | — | — | 88 |               | Somebody’s Watching Me |
| «He’s a Cobra»           | 1985 | —  | 65 | — | —  | — | — | — | —  |               | Captured               |
| «Peeping Tom»            | 1985 | —  | —  | — | —  | — | — | — | —  |               | Captured               |
| «Tokyo»                  | 1985 | —  | —  | — | —  | — | — | — | —  |               | Captured               |
| «Carmé»                  | 1986 | —  | 46 | — | —  | — | — | — | —  |               | The Genie              |
| «Grow Up»                | 1986 | —  | —  | — | —  | — | — | — | —  |               | The Genie              |
| «Girlfriend»             | 1991 | —  | —  | — | —  | — | — | — | —  |               | The Genie              |
| «—» Не попал в чарты.    |      |    |    |   |    |   |   |   |    |               |                        |